# یوننی
یوننی (انگلیسی: Yunny) یک شهرک در شهرستان ایلیشفسکی استان باشقیرستان کشور روسیه است.